# Demografia da Geórgia

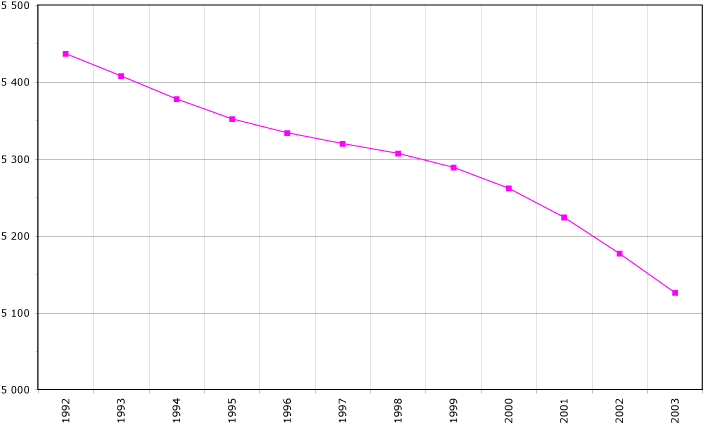
Número de habitantes da Geórgia em milhares. Dados da FAO (2005)

A populacão da Geórgia é constituída em sua maioria, por georgianos ou "gur" (67% do total), ao lado dos quais vivem russos, armênios, abecásios, azerbaijanos e ossetas.
Em 2000, existiam 5 milhões de habitantes, sendo 70% de georgianos, 8% de armênios, 6% de russos, 6% de azerbaijanos, 3% de ossetas, 2% de abecásios, 5% outros.